# فردریک ترامپ
فردریک ترامپ (به انگلیسی: Frederick Trump) (۱۴ مارس ۱۸۶۹ – ۳۰ مه ۱۹۱۸) یک تاجر آلمانی آمریکایی و بزرگ خاندان ترامپ بود. وی در کالشتادت، پادشاهی بایرن (راینلاند-فالتس در آلمان امروزی) به دنیا آمد و در سن ۱۶ سالگی به ایالات متحده آمریکا مهاجرت کرد و به عنوان یک آرایشگر کار کرد. چند سال بعد در سال ۱۸۹۱ او به شمال غربی نقل مکان کرد. وی به سرمایه‌گذاری در رستوران و روسپی‌خانه در سیاتل، تب طلای کلوندایک و چند شهر دیگر پرداخت. او بعدها به کالشتادت بازگشت و ازدواج کرد. هنگامی که مقامات متوجه شدند که این جوان برای اجتناب از انجام خدمت سربازی خود مهاجرت کرده است، شهروندی بایرن را از دست داد؛ او و خانواده‌اش به ایالات متحده بازگشتند.

او به عنوان یک آرایشگر و مدیر هتل به کار خود ادامه داد و شروع به خرید املاک و مستغلات در کوئینز کرد. او پدر فرد ترامپ و جان جی ترامپ و پدربزرگ دونالد ترامپ ۴۵مین رئیس‌جمهور ایالات متحده آمریکا است.

## اوایل زندگی
فردریک در کالشتادت، پادشاهی بایرن به دنیا آمد که حاصل ازدواج یوهانس ترامپ و کاترینا کوبر بود. به لحاظ رسمی روستای آن‌ها لوتریانیسم بود که در مقایسه با منطقه فالتز که کالوینیسم و سرزمین باواریا بود که عمدتاً کاتولیک بودند. نخستین ترامپ متولد شده مشهور یوهان پل ترامپ (۱۷۲۷-۱۷۹۲) است که در روستای بوبنهایم ام برگ می‌زیسته و فرزندش یوهانس ترامپ (۱۸۸۹-۱۷۸۹) در سال ۱۸۰۰ به کالشتادت نقل مکان کرده است. منطقه فالتز به دلیل موکاری در امپراتوری روم مشهور است.

از سال ۱۸۱۶ تا ۱۹۱۸ که بایرن یک ایالت آزاد بود منطقه فالتز بخشی از پادشاهی بایرن بود. در سال ۱۸۷۱ بایرن به امپراتوری آلمان پیوست. پس از جنگ و تبعیض ضد آلمانی در ایالات متحده پسرش فرد ترامپ میراث آلمانی خود را رد کرد و ادعا کرد که پدرش یک کارفرمای سوئدی از کارلشته، سوئد بوده است. این نسخه توسط پسر فرد به نام دونالد در اوایل ۱۹۸۷ تجدید نظر شد.

پس از ده سال رنج پدر فردریک از بیماری مزمن انسدادی ریه یوهانس در ۶ ژوئیه ۱۸۷۷ در سن ۴۸ سالگی از دنیا رفت. در حالی که پنج نفر از شش فرزند در زمین‌های انگور خانواده کار می‌کردند، فریدریش برای تحمل چنین کار سختی خیلی بدبین بود. در سال ۱۸۸۳ در سن ۱۴ سالگی او توسط مادرش به نزدیکی فرانکنتال فرستاده شد تا به عنوان یک شاگرد پرورشگاه کار کند و تجارت را یاد بگیرد. فردریک هفت روز در هفته به مدت دو و نیم سال تحت آرایشگاه فریدریش لانگ کار می‌کرد. پس از اتمام کارآموزی او به کالشتادت که یک روستا با حدود هزار نفر جمعیت بود بازگشت. او به سرعت کشف کرد که کسب درآمد کافی در این روستا نیست. او همچنین به سن قانونی برای خدمت سربازی در ارتش امپراتوری آلمان نزدیک شده است. او به سرعت تصمیم به مهاجرت به ایالات متحده آمریکا کرد، بعدها گفت: "من با مادر خود موافقت کردم که باید به آمریکا بروم." چند سال بعد اعضای خانواده‌اش گفتند که شبانه به طور مخفیانه رفته است.